# Абрамов Анатолій Васильович
Анато́лій Васи́льович Абра́мов (4 грудня 1915 , Слобідський повітd, Вятська губернія  — 10 липня 1983 , Ленінград ) — радянський актор театру та кіно, заслужений артист РРФСР (1953).

## Біографія
Народився 21 листопада (4 грудня) 1915 року в селі Низево, Слобідського повіту, Вятської губернії (нині Кіровська область). Закінчивши школу І ступеня, 1927 року став учнем школи селянської молоді. Після розлучення батьків, залишившись разом із матір'ю, переїхав до Вятки (нині Кіров). З 1930 по 1933 рік навчався у школі фабрично-заводського навчання за спеціальністю «Коваль», займався у художній самодіяльності. В 1933 був направлений навчатися на артиста до Ленінградського театрального інституту, який закінчив 1937 року (педагог Б. М. Сушкевича). Акторську кар'єру розпочинав у Новому театрі у Ленінграді.
У 1939 році був призваний до Червоної Армії, брав участь у радянсько-фінській війні. Після демобілізації 1940 року працював у Виборзькому театрі російської драми. Після початку ВВВ трупу було евакуйовано на Урал, де Анатолій працював у Білорецькому російському міському драмтеатрі актором та режисером. У квітні 1942 року Білорецьким РВК був призваний до лав РСЧА. Пройшовши військову підготовку в Ризькому військово-піхотному училищі, яке перебувало евакуйованим у Стерлітамаку, у січні 1943 року його було відряджено до 6-ї Армії Південно-Західного фронту. У званні лейтенанта командував ротою у складі 844-го піхотного полку 267-ї стрілецької дивізії, мав поранення, нагороджений бойовими нагородами. Після проходження вищих стрілецько-тактичних курсів у Солнечногорську з грудня 1943 служив помічником начальника відділення 4-го відділення розвідувального відділу штабу 3-го Білоруського фронту.
Після демобілізації у серпні 1945 року повернувся до Ленінградського Нового театру (Театр ім. Ленради з 1953 року). Почав зніматися у кіно. Вступив до ВКП(б), проводив громадську роботу, 1952 року був обраний членом районного комітету в Куйбишевському районі Ленінграда. 1960—1961 рр. служив у Ленінградському театрі ім. Ленінського комсомолу, а з 1961 — у трупі Ленінградського Великого драматичного театру. 1975 року вийшов на пенсію, але продовжував брати участь у деяких спектаклях.
Помер 10 липня 1983 року у Ленінграді.

### Сім'я
- дружина — Катерина Олександрівна Боровська (1918— ?), актриса
- син — Олександр Анатолійович Абрамов (нар. 1938)

## Творчість

### Театральні роботи
Театр імені Ленради
- «Міра за міру» В. Шекспіра — Профос
- «Скупий» Мольєра — Жак
- «Капітанська донька» О. С. Пушкіна — Лепорелло
- «Одруження» М. В. Гоголя — Підколесин
- «Прибуткове місце» О. М. Островського — Докучаєв
- «Тіні» М. Є. Салтикова-Щедріна; реж. М. П. Акимов — Свистиков
- «Діти Ванюшина» С. А. Найдёнова — Ванюшин
- «Пані міністерка» Б. Нушича — Дядько Васа
- «Ходіння по муках» за романом О. М. Толстого — поп-розстрига
- «Генеральський консул» Братів Тур — Сато
- «Европейська хроніка» О. М. Арбузова — Аппель
- «Мисливець» С. В. Михалкова — Шапкин

Великий драматичний театр імені Горького
- «Ревізор» М. В. Гоголя; реж. Г. О. Товстоногов — Абдулін
- «Горе з розуму» О. С. Грибоєдов — Загорецький
- «Піквікський клуб» Ч. Дікенса — Уордль
- «Варвари» Максима Горького; реж. Г. О. Товстоногов — Дунькин чоловік
- «Кар'єра Артуро Уї» Б. Брехта — О'Кейсі
- «Піднята цілина» М. О. Шолохова — Агафон Дубцов
- «Четвертий» К. М. Симонова — Бен Кроу
- «Божественна комедія» І. В. Штока — Творець
- «Щасливі дні нещасливої людини» О. М. Арбузова — Перший
- «З вечора до полудня» В. С. Розова — Єгор'єв
- «Енергійні люди» В. М. Шукшина; реж. Г. О. Товстоногов — Лисий
- «Я, бабуся, Іліко та Іларіон» Н. В. Думбадзе — Амбако

### Фільмографія
- 1948 — Дорогоцінні зерна (рос. Драгоценные зёрна) — сільський кореспондент
- 1953 — Альоша Птицин виробляє характер (рос. Алёша Птицын вырабатывает характер) — носій
- 1953 — Весна в Москві (рос. Весна в Москве) — комендант гуртожитку
- 1954 — Зелений дол (рос. Зелёный дол) — дід Єгор
- 1955 — Педагогічна поема (рос. Педагогическая поэма) — епізод
- 1956 — Медовий місяць (рос. Медовый месяц) — Шинкаренко
- 1956 — Пригоди Артемки (рос. Приключения Артёмки) — детектив
- 1957 — Поруч з нами (рос. Рядом с нами) — Макіїв
- 1958 — Вулиця сповнена несподіванок (рос. Улица полна неожиданностей) — напідпитку
- 1958 — Шофер мимоволі (рос. Шофёр поневоле) — Конкін
- 1959 — Не май 100 рублів... (рос. Не имей 100 рублей…) — міліціонер
- 1959 — Син Ірістона (рос. Сын Иристона) — епізод
- 1960 — Спійманий чернець (рос. Пойманный монах)
- 1960 — Чужа біда (рос. Чужая беда) — батько Миколи Маслова
- 1961 — Найперші (рос. Самые первые) — Іван Васильович
- 1961 — Старожил (рос. Старожил) — дядько Гриша
- 1962 — Завтрашні турботи (рос. Завтрашние заботы) — епізод
- 1962 — Наречені та Ножі (рос. Женихи и Ножи) — батько Людмили
- 1964 — Поїзд милосердя (рос. Поезд милосердия) — поранений із Пензи
- 1965 — Іду на грозу (рос. Иду на грозу) — другий пілот
- 1966 — 12 стільців (рос. 12 стульев) — завгосп
- 1966 — Начальник Чукотки (рос. Начальник Чукотки) — орденоносець
- 1967 — Зелена карета (рос. Зелёная карета) — працівник театру
- 1968 — Стара, стара казка (рос. Старая, старая сказка) — претендент на нареченого
- 1968 — Удар! Ще удар! (рос. Удар! Ещё удар!) — Іван Харитонович
- 1969 — Білий флюгер (рос. Белый флюгер) — начальник залізничної станції
- 1969 — Вам!
- 1969 — Злочин і кара (рос. Преступление и наказание) — двірник
- 1969 — Смерть Вазир-Мухтара (рос. Смерть Вазир-Мухтара) — Ходжа Мирза Якуб
- 1970 — Сім наречених єфрейтора Збруєва (рос. Семь невест ефрейтора Збруева) — попутник у літаку
- 1970 — Тім Талер, або Проданий сміх (рос. Тим Талер, или Проданный смех)
- 1971 — Тінь (рос. Тень) — радник
- 1971 — Хід білої королеви (рос. Ход белой королевы) — дядько Костя
- 1971 — Шельменко-денщик (рос. Шельменко-денщик) — епізод
- 1972 — Карпухин (рос. Карпухин) — Євдоким Євдокимович Чарушин
- 1973 — Зовсім безнадійний (рос. Совсем пропащий) — лікар
- 1974 — Сержант міліції (рос. Сержант милиции) — директор ЖЕКу
- 1974 — Царевич Проша (рос. Царевич Проша) — старший розбійник
- 1975 — Кохання з першого погляду (рос. Любовь с первого взгляда) — двірник
- 1976 — Вогняне дитинство (рос. Огненное детство) — епізод
- 1977 — Перші радощі (рос. Первые радости) — епізод
- 1978 — Сіль землі (рос. Соль земли) — Павло Петрович Череванов
- 1979 — Незвичайне літо (рос. Необыкновенное лето) — сусід Мєшкова
- 1981 — Викрадення чародія (рос. Похищение чародея) — дід Геннадій

## Нагороди
- медаль «За відвагу» (26 вересня 1943)[2]
- орден Червоної Зірки (5 грудня 1943) — за образцовое выполнение боевых заданий командования на фронте борьбы с немецкими захватчиками и проявленные при этом доблесть и мужество[3]
- орден Вітчизняної війни II ступеня (24 квітня 1945) — за образцовое выполнение боевых заданий командования на фронте борьбы с немецкими захватчиками и проявленные при этом доблесть и мужество[4]
- медаль «Партизанові Вітчизняної війни» II ступеня[5]
- медаль «За взяття Кенігсберга»[джерело не вказане 1086 днів]
- медаль «За перемогу над Німеччиною у Великій Вітчизняній війні 1941—1945 рр.»[5]
- заслужений артист РРФСР (22 грудня 1953)[6]
- медаль «В ознаменування 100-річчя з дня народження Володимира Ілліча Леніна» (1 квітня 1970)[джерело не вказане 1086 днів]